# Challengers
Challengers – amerykańsko-włoski dramat sportowy z 2024 roku w reżyserii Luki Guadagnino. W rolach głównych wystąpili Zendaya, Josh O'Connor i Mike Faist. 
Film był gotowy w 2023 roku i miał pierwotnie otworzyć 80. Międzynarodowy Festiwal Filmowy w Wenecji, ale ze względu na strajk aktorów w USA został przez producentów wycofany z imprezy, a jego premierę przełożono na kwiecień 2024 roku.

## Fabuła
Film opowiada o trójkącie miłosnym na przestrzeni 13 lat. Historia dotyczy byłej gwiazdy tenisa, która po kontuzji została trenerką (Zendaya), jej dawnego chłopaka grającego w turniejach niższej rangi (O'Connor) oraz jej męża, zawodowego tenisistę (Faist).

## Obsada
- Zendaya – Tashi Donaldson
- Josh O'Connor – Patrick Zweig
- Mike Faist – Art Donaldson
- Jake Jensen – Finn Larsen
- Nada Despotovich – pani Duncan
- A.J. Lister – Lily Donaldson
- Naheem Garcia – pan Duncan

## Produkcja
Zdjęcia kręcono wiosną 2022 roku w stanie Massachusetts (Boston, Bedford).